# Sự kiện đảo Maury

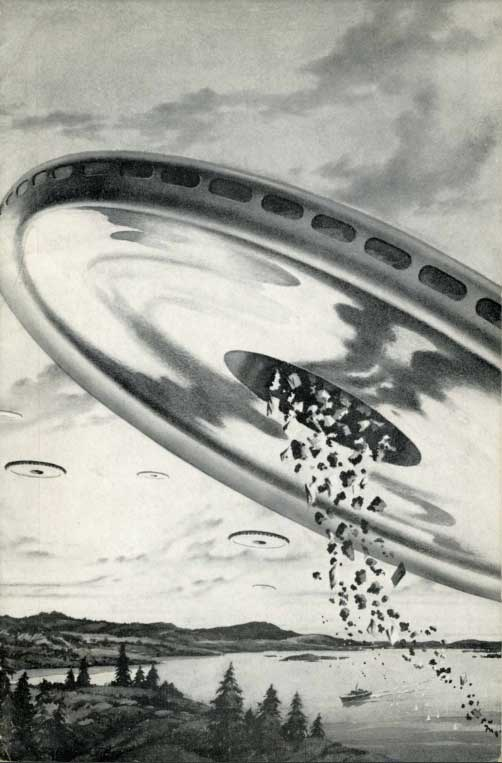
Tranh vẽ của họa sĩ mô tả đĩa bay trong sự kiện UFO đảo Maury.

Sự kiện đảo Maury đề cập đến lời tuyên bố của Fred Crisman và Harold Dahl về những mảnh vỡ rơi xuống và những lời đe dọa của nhóm người áo đen sau khi họ tận mắt chứng kiến vật thể bay không xác định (UFO) trên bầu trời đảo Maury ở eo biển Puget. Sau đó, hai người bọn họ còn cho biết sự kiện này đã xảy ra vào ngày 21 tháng 6 năm 1947.

## Bối cảnh vụ việc
Ngày 24 tháng 6 năm 1947, phi công riêng Kenneth Arnold tuyên bố rằng ông đã nhìn thấy một chuỗi chín vật thể bay không xác định, sáng bóng bay qua Núi Rainier với tốc độ mà Arnold ước tính tối thiểu là 1.200 dặm một giờ (1.932 km/giờ). Báo cáo của Arnold đã thu hút được tin tức trên toàn quốc và mô tả của ông về những vật thể này cũng khiến cánh báo chí nhanh chóng coi thuật ngữ đĩa bay là những thuật ngữ mô tả phổ biến dành cho UFO. Mười ngày sau, Cơ trưởng E.J. Smith, phi công phụ của anh ta và một nữ tiếp viên hàng không báo cáo là họ đã chứng kiến các vật thể không xác định ở Tây Bắc Thái Bình Dương.
Sau khi câu chuyện của mình được công bố rộng rãi, Raymond A. Palmer, biên tập viên tạp chí khoa học viễn tưởng Amazing Stories (Câu chuyện Kỳ thú) đã tìm cách liên hệ với Arnold. Palmer kể lại cho Arnold câu chuyện về hai tuần tra viên bến cảng ở Tacoma được cho là sở hữu các mảnh vỡ của một chiếc "đĩa bay". Palmer bèn đề nghị Arnold bay đến Tacoma điều tra vụ việc, và vào ngày 28 tháng 7, Palmer đã chuyển 200 đô la Mỹ cho Arnold để tài trợ cho cuộc điều tra này.

## Câu chuyện ban đầu
Ngày 29 tháng 7, Arnold đã tới phỏng vấn Harold Dahl và người này bèn tường thuật như sau:
"Ngày 21 tháng 6 năm 1947 khoảng hai giờ chiều, tôi đang tuần tra vịnh phía đông đảo Maury [...] Tôi, trên cương vị là thuyền trưởng, đang cầm lái chiếc tàu tuần tra của tôi gần bờ một vịnh trên đảo Maury. Trên tàu có hai thủy thủ đoàn, đứa con trai mười lăm tuổi của tôi và con chó của nó. Khi nhìn lên từ bánh lái trên thuyền, tôi nhận thấy sáu chiếc máy bay hình bánh rán rất lớn".
Dahl còn tuyên bố rằng một trong những vật thể "bắt đầu phun ra thứ giống như hàng nghìn tờ báo từ đâu đó bên trong trung tâm của nó. Những tờ báo này, hóa ra là một loại kim loại rất nhẹ màu trắng, bay tung tóe xuống đất". Dahl báo cáo rằng một chất giống như đá dung nham rơi xuống thuyền của họ, làm gãy tay một công nhân và giết chết một con chó.
Dahl cho biết sĩ quan cấp trên của anh ta là Fred Crisman đã tới điều tra hiện trường. Dahl cũng cho biết ngay sau đó một người đàn ông mặc bộ đồ sẫm màu tiếp cận và yêu cầu anh ta không được nói về vụ này nữa. Crisman, khi được phỏng vấn, đã kể lại rằng anh ta vừa tới thu hồi các mảnh vỡ từ đảo Maury và chứng kiến một chiếc phi thuyền kỳ lạ.

## Điều tra thêm
Arnold lần đầu tiên tuyển dụng Cơ trưởng E.J. Smith của hãng United Airlines, ông này có báo cáo mình vừa nhìn thấy một chiếc đĩa bay vào ngày 4 tháng 7. Crisman đã cho Arnold và Smith xem các mảnh vỡ "kim loại trắng" rồi đưa ra lời giải thích rằng đây chỉ là vật dụng thông thường và không phù hợp với mô tả của Dahl. Arnold sau đó quyết định liên lạc với Trung úy Frank Brown từ nhóm Tình báo Quân sự, Không quân số Bốn, Sân bay Hamilton, California. Brown đến khách sạn của Arnold ở Tacoma cùng với Cơ trưởng William L. Davidson.
Davidson và Brown đã tiến hành các cuộc phỏng vấn, thu thập số mảnh vỡ và chuẩn bị cho chuyến bay trở về từ McChord. Rạng sáng ngày 1 tháng 8 cùng năm, hai sĩ quan này thiệt mạng khi chiếc máy bay ném bom B-25 mà họ đang lái bị rơi xuống bên ngoài Kelso, Washington trên đường trở về bang California.
FBI về sau đã tiến hành điều tra vụ việc và kết luận rằng vụ chứng kiến UFO của Crisman và Dahl chỉ là một trò lừa bịp. Trong hồ sơ của mình, họ lưu ý rằng Dahl cho biết "nếu bị giới chức trách thẩm vấn, anh ta sẽ nói đây chỉ là trò lừa bịp vì anh ta không muốn có thêm rắc rối về vấn đề này nữa". Hồ sơ này còn nêu chi tiết một số câu chuyện thay thế được Crisman và Dahl truyền đạt cho các tờ báo địa phương và cánh truyền thông khác, và kết luận rằng họ đã liên hệ với nhiều loại ấn phẩm khác nhau "với hy vọng xây dựng câu chuyện của họ thông qua công khai đến một điểm mà họ có thể kiếm được một hợp đồng có lãi với Tạp chí Fantasy, Chicago, Illinois". Ngoài ra một báo cáo của FBI kết luận rằng "Đội tuần tra cảng Tacoma" là tên của một doanh nghiệp kinh doanh vì lợi nhuận thuộc sở hữu tư nhân đang tìm cách buộc tội chủ sở hữu các nhà nghỉ trên đảo vì đã theo dõi bất động sản của họ trong thời gian chủ sở hữu vắng mặt.

## Di sản về sau
Khi viết những dòng chữ này vào năm 1956, sĩ quan Không quân Edward J. Ruppelt đã đưa ra kết luận "Toàn bộ Bí ẩn Đảo Maury là một trò lừa bịp. Trò lừa bịp đầu tiên, có thể là hay thứ hai và bẩn thỉu nhất trong lịch sử UFO". Ruppelt nhận xét:
Phần lớn giới nhà văn viết truyện truyền thuyết về đĩa bay đã đùa giỡn vụ chứng kiến này đến tận cùng, chỉ ra tiền đề chính của họ rằng câu chuyện này phải là sự thật vì chính phủ không bao giờ công khai vạch trần hoặc truy tố một trong hai trò lừa bịp. Đây là tiền đề hợp lý nhưng sai trái. Lý do cho việc điều tra kỹ lưỡng Trò lừa bịp Đảo Maury là chính phủ đã suy nghĩ nghiêm túc về việc truy tố những kẻ này. Vào phút chót, người ta quyết định rằng, sau khi nói chuyện với hai người bọn họ, trò lừa bịp là một trò đùa vô hại đã mọc lên như nấm, và không thể đổ lỗi trực tiếp cho hai kẻ này và một chiếc B-25 thiệt mạng.
Theo nhà văn hoài nghi Joe Nickell, nhà xuất bản Raymond A. Palmer, thường được cho là người đã phát minh ra khái niệm về UFO, đã thuê Kenneth Arnold "cả tin" tới điều tra "cái mà ngày nay gọi là Trò lừa bịp Đảo Maury". Câu chuyện sau này được kể lại trong cuốn sách năm 1956 của Gray Barker có nhan đề They Knew Too Much About Flying Saucers (Họ đã biết quá nhiều về những chiếc đĩa bay), tác phẩm đã giúp phổ biến hình ảnh của "người áo đen" (Men In Black) trong nền văn hóa chính thống.
Một bản báo cáo khác cũng xuất hiện trong đống tài liệu Majestic 12, bị lật tẩy, có đưa ra lời khẳng định rằng các mảnh kim loại này là một phần của lò phản ứng hạt nhân và sau đó đã được chuyển giao cho phía CIA. Craig Glenday cũng trích dẫn sự kiện đảo Maury cùng với những lần Arnold nhìn thấy UFO trong cuốn sách năm 1999 có nhan đề The UFO Investigator's Handbook (Sổ tay của Điều tra viên UFO) như là một biến cố UFO nổi bật xung quanh Núi Rainier mà ông mô tả là "phòng thí nghiệm UFO."
Câu chuyện của Dahl được kể trong bộ phim ngắn năm 2014 có tựa đề The Maury Island Incident (Biến cố Đảo Maury).
Năm 2017, Thượng viện Tiểu bang Washington đã thông qua nghị quyết thừa nhận kỷ niệm 70 năm vụ việc.